# 20993 Virginiediscry
20993 Virginiediscry este o planetă minoră (asteroid), cu un diametru de 2,725 km, din centura de asteroizi. A fost descoperită pe 5 septembrie 1985 la Observatorul La Silla de Henri Debehogne. 
Obiectul prezintă o orbită caracterizată de o semiaxă mare de 2,3559275 UAi, o excentricitate de 0,2, o înclinație de 1,79213 ° în raport cu ecliptica.